# Lothar van Gogh
Lothar van Gogh (Sukabumi, 7 febbraio 1888 – Cimahi, 28 maggio 1945) è stato un calciatore olandese, di ruolo attaccante.

## Carriera
Figlio di Jeanette Louise Vos (1854–1906) e Johannes van Gogh (1854–1913), un coltivatore di caffè a Java e cugino del pittore Vincent van Gogh, militò nell'Koninklijke Haarlemsche Football Club per otto stagioni vincendo nel 1912 la Coppa dei Paesi Bassi.
Van Gogh fece parte della nazionale olandese, giocando due partite e segnando due gol. Giocò la sua prima partita il 14 aprile 1907 contro il Belgio. 
Nel 1918 sposò Josephine Maria Voorthuis (1895).
In seguito divenne amministratore coloniale civile nelle Indie orientali olandesi prima di essere catturato da parte delle forze giapponesi di occupazione durante la seconda guerra mondiale. Van Gogh morì in uno dei campi di internamento giapponesi a Cimahi su Java e fu sepolto nel cimitero di guerra olandese a Leuwigajah a Cimahi.